# Kiïski
Kiïski (en rus: Кийский) és un poble (un possiólok) de l'óblast de Kémerovo, a Rússia, que en el cens del 2010 no tenia cap habitant, pertany al districte de Mariïnsk.